# Џенифер Лопез
Џенифер Лин Лопез (енгл. Jennifer Lynn Lopez; Њујорк, 24. јул 1969) америчка је певачица, текстописац, глумица, плесачица и предузетница. Сматра се једном од најпознатијих певачица и глумица, док јој се такође приписују заслуге за рушење баријера за Латиноамериканце у Холивуду.
Каријеру је започела као плесачица на телевизији. Истакла се улогом Селене у истоименом филму (1997). Улогама у филмовима Анаконда (1997) и Веома опасна романса (1998), успоставила се као најплаћенија латиноамеричка глумица. Успешно је упловила у музику када је издала студијски албум On the 6 (1999). Године 2001. постала је прва жена у САД која је истовремено имала најпродаванији албум и филм, када је објавила други албум J.Lo и романтичну комедију Непланирано венчање. Након тога постала је препознатљива по улогама у романтичним комедијама, међу којима су Собарица и сенатор (2002), Јесте ли за плес? (2004) и За све је крива свекрва (2005). Током 2002. издала је два албума: J to tha L–O! The Remixes и This Is Me... Then.
Након тога је објавила албуме Rebirth (2005) и Como Ama una Mujer (2007). Потом је била чланица жирија музичког такмичења American Idol (2011—2016) и издала албум Love? (2011). Позајмила је глас Шири у филму Ледено доба 4: Померање континената (2012) и глумила у серији Нијансе плаве (2016—2018). Године 2019. добила је позитивне критике улогом у филму Преваранткиње са Вол стрита. Глумачку каријеру је наставила улогама у филмовима Ти си тај (2022), Мајка (2023) и Атлас (2024).
Продала је преко 80 милиона примерака албума, док су филмови у којима је глумила зарадили преко три милијарде долара. Има своју звезду на Холивудској стази славних и оборила је шест Гинисових рекорда. Time ју је прогласио једном од 100 најутицајнијих људи, а Forbes једном од 100 најмоћнијих жена на свету. Има велики број пратилаца на друштвеним мрежама, док је једна од најпраћенијих особа на платформи Instagram. Оснивачица је продуцентске куће и хуманитарне организације.

## Детињство
Џенифер Лопез је рођена у Бронксу и одрасла је у Блекрок авенији у предграђу Бронкса Касл Хил. Њена мајка је васпитачица, а отац Давид Лопез је информатичар. Обоје су Порториканци рођени у Понсу. Џенифер је у породици одгајана као католикиња. Има две сестре, Линду и Лесли. Школовала се у католичким школама, да би завршила школу за девојке у Бронксу. Кад је имала 19 година, сама је плаћала часове плеса. Као шеснаестогодишњакиња имала је малу улогу у филму из 1987. године „Моја мала девојчица“ ( My Little Girl). Након неколико месеци проведених на плесним аудицијама, изабрана је да плеше за групу New Kids on the Block и у емисији Yo! MTV Raps. Свој први већи посао добила је са улогом „Летеће девојке“ у серији „У животним бојама“ (In Living Color). Године 1993. се појавила у споту Џенет Џексон "That's the Way Love Goes".

## Каријера

### 1999—2000:On the 6
Лопезин дебитантски албум On the 6 је издат 6. јуна 1999. и нашао се међу топ 10 Билборда 200. Албум садржи први сингл који је достигао врх Билборда Хот 100 If you had my love, те топ 10 хит Waiting for tonight. Албум такође садржи латин-поп песму на шпанском језику No Me Ames коју изводи са Марком Ентонијем. Иако No Me Ames није издато као сингл, песма је достигла врх листе Хот латин тракс. Албум On the 6 садржи појављивања репера Биг Пун и Фат Џое (који се појављују у песми Feelin' So Good која је имала успех на Билборд Хот 100). Задњи сингл с албума, Let's Get Loud је био номинован за Греми у категорији „Најбоља плесна песма“ 2001, а Waiting for tonight је био номинован у истој категорији претходне године. No Me Ames је био номинован за Латин Греми у категоријама „Најбољи дует“ и „Најбољи видео-спот“.

### 2001—03:J.Lo,J to tha L-O!: The RemixesиThis Is Me... Then
Лопезин други студијски албум Ј. Ло је издат 23. јануара 2001. године и одмах је дебитовао на првом месту Билборд 200. Албум има више урбаног звука него његов претходник. Када је Лопезин филм „Непланирано венчање“ (The Wedding planner) достигао врх бокс-офиса, а албум био на првом месту Билборда 200, Лопез је постала прва особа која има и албум и филм на првом месту. Главни сингл са албума, Love Don't Cost a Thing је постао њен први сингл на првом месту листе у Уједињеном Краљевству који се пласирао на треће место на Билборду Хот 100. Следећи сингл је био Play, још један од њених синглова који се нашао међу топ 20 хитова у САД као и међу топ 5 хитова у УК-у. Следећа два сингла су била I'm Real и Ain't It Funny, такође хитови.
Лопез је издала ремикс албум J to tha L–O!: The Remixes 5. фебруара 2002. године који је дебитовао на првом месту Билборда 200, и тако постао први ремикс албум који је дебитовао на првом месту те листе. На овом ремикс албуму појављују се P. Diddy, Фет Џое и Нас који укључује денс и хип хоп ремиксе њених претходних синглова. Овај албум је четврти најпродаванији ремикс албум свих времена, иза Мајкл Џексоновог Blood on the Dance Floor: HIStory in the Mix, Битлсовог Love и Мадониног You Can Dance.
Лопез је издала свој трећи студијски албум This Is Me... Then 26. новембра 2003, који је доспео на друго место топ листе Билборд 200. На списку су 4 издата сингла са албума:
- Jenny from the Block (са Jadakissом and Styles P) треће место на Билборд Хот 100,
- All I Have (са LL Cool Jом) - прво место Билборд Хот 100,"
- I'm Glad
- Baby I Love U!

Овај албум садржи обраду песме Карли Симона You Belong to Me.

### 2005—06:Rebirth
Након годину дана паузе, Џенифер издаје свој четврти студијски албум Rebirth 1. марта 2005. године. Иако је дебитовао на другом месту Билборда 200, албум је убрзо напустио ту листу. Први сингл са албума, Get Right, се нашао међу топ 20 на Билборд Хот 100. Исти сингл је такође достигао прво место у УК-у, где је постао други Лопезин сингл на првом месту. Други сингл, Hold You Down (у сарадњи са Фет Џоом), је достигао 64. место у САД, топ 10 у УК-у, и топ 20 у Аустралији. Cherry Pie је требало да изађе као трећи сингл на том албуму, али планови за видео спот су отказани. Rebirth је достигао платинасти тираж у САД. Џенифер је била укључена у сингл LL Cool Ja Control Myself који је издат у фебруару 2006. године. Тај сингл је достигао топ 5 у САД и Уједињеном Краљевству.

### 2007—08:Como ama una MujerиBrave
Лопез је у марту 2007. године издала свој први албум на шпанском језику Como ama una Mujer. Албум је достигао десето место Билборда 200. Албум је имао још већи успех у Европи. 24. јула 2007. магазин ''Билборд'' је објавио да ће Џенифер и њен супруг Марк Ентони заједно кренути на турнеју названу Juntos en Concierto. Први сингл с албума, Qué Hiciste (енгл. What Did You Do)) је издат као сингл у јануару 2007. године. Песма се нашла на 86. месту Билборд Хот 100, као и на врху листа Hot Latin Songs и Hot Dance Club Play. На том албуму налазе се још два синглова и то Me Haces Falta и Por Arriesgarnos. Џенифер је освојила Америчку музичку награду у категорији „Омиљени латино извођач“. Лопез је једна од ретких извођача да дебитује на листи топ 10 Билборда 200 с албумом на шпанском језику.
Дана 9. октобра 2007. године Џенифер издаје свој пети албум на енглеском језику Brave. Do It Well је први сингл са албума, а нашао се међу топ 20 у више земаља. Hold It, Don't Drop It је издат као други сингл у неким европским земљама. Планирано је да ће трећи сингл бити насловна песма Brave, али због неуспеха албума планови су отказани.

### 2009—11:Love?
Током своје трудноће 2007. године, Џенифер је почела да пише песме за свој нови албум. Крајем фебруара 2010. године, објављено је да Џенифер више није извођач Epic Recordsa, а касније потписује дискографски уговор за ''Island Def Jam''. Албум Love? Је издат 3. маја 2011. године. У јануару 2011. године издаје главни сингл са тог албума On the Floor који укључује репера Питбула. Тај сингл је достигао треће место на Билборду Хот 100 и имао је огроман комерцијални успех у целом свету и постао је њен најуспешнији сингл у САД од 2003. године.

### 2013—14:Dance Again
Џенифер је 2013. године отпочела своју турнеју. Једна од дестинација је била и Београд. Од свих држава, на Балканском полуострву, Џенифер је посетила само Србију. На концерт у Комбанк Арени цу били и гости из Македоније и Бугарске. Ова турнеја је једна од њених најбољих.

## Филмографија
| Улоге  |                                     |               |                         |          |
| Година | Српски назив                        | Изворни назив | Улога                   | Напомена |
| 1995.  | Моја породица                       |               | Марија Санчез           |          |
| 1995.  | Воз пун лове                        |               | Грејс Сантијаго         |          |
| 1996.  | Џек                                 |               | госпођица Маркез        |          |
| 1996.  | Крв и вино                          |               | Габријела „Габи“        |          |
| 1997.  | Селена                              |               | Селена Квинтанила-Перез |          |
| 1997.  | Анаконда                            |               | Тери Флорес             |          |
| 1997.  | Потпуни заокрет                     |               | Грејс Макена            |          |
| 1998.  | Веома опасна романса                |               | Карен Сиско             |          |
| 2000.  | Ћелија                              |               | Кетрин Дин              |          |
| 2001.  | Непланирано венчање                 |               | Мери Фиоре              |          |
| 2001.  | Очи анђела                          |               | Шерон Поуг              |          |
| 2002.  | Доста је                            |               | Слим Хилер              |          |
| 2002.  | Собарица и сенатор                  |               | Мариса Вентура          |          |
| 2003.  | Жили                                |               | Рики                    |          |
| 2004.  | Девојка из Џерзија                  |               | Гертруд Стенли          |          |
| 2004.  | Молим за плес                       |               | Паулина                 |          |
| 2005.  | За све је крива свекрва             |               | Чарли                   |          |
| 2005.  | У сенци прошлости                   |               | Џин Гилкосон            |          |
| 2006.  | На граници                          |               | Лорен                   |          |
| 2006.  | Краљ салсе                          |               | Пучи                    |          |
| 2007.  | Осети буку                          |               | себе                    |          |
| 2010.  | Резевисни план                      |               | Зои                     |          |
| 2012.  | Имате ли знање за друго стање?      |               | Холи                    |          |
| 2012.  | Ледено доба 4: Померање континената |               | Шира (глас)             |          |
| 2013.  | Паркер                              |               | Лесли Роџерс            |          |
| 2015.  | Дечко из комшилука                  |               | Клер Петерсон           |          |
| 2015.  | Код куће                            |               | Луси (глас)             |          |
| 2015.  | Лила и Ив                           |               | Ив                      |          |
| 2016.  | Ледено доба: Велики удар            |               | Шира (глас)             |          |
| 2018.  | Други чин                           |               | Маја Варгас             |          |
| 2019.  | Преваранткиње са Вол Стрита         |               | Рамона Вега             |          |
| 2022.  | Ти си тај                           |               | Кет Валдес              |          |
| 2022.  | Венчање за умрети                   |               | Дарси                   |          |
| 2023.  | Мајка                               |               | Мајка                   |          |
| 2024.  | Атлас                               |               | Атлас Шеперд            |          |
| 2024.  |                                     |               | Џуди Роблес             |          |
| 2025.  |                                     |               |                         |          |

### Видеографија
| Спот                                     | Година | Режисер             |
| ---------------------------------------- | ------ | ------------------- |
| Baila                                    | 1998.  | Џим Гејбл           |
| If You Had My Love                       | 1999.  | Пол Хунтер          |
| No Me Ames                               | 1999.  | Кевин Бреј          |
| Waiting for Tonight                      | 1999.  | Францис Лавренс     |
| Feelin' So Good                          | 2000.  | Пол Хунтер          |
| Love Don't Cost a Thing                  | 2000.  | Пол Хунтер          |
| Play                                     | 2001.  | Францис Лавренс     |
| Ain't It Funny                           | 2001.  | Херб Рајтс          |
| I'm Real                                 | 2001.  | Дејв Мејерс         |
| I'm Real (Murder Remix)                  | 2001.  | Дејв Мејерс         |
| Ain't It Funny (Murder Remix)            | 2002.  | Крис Џад            |
| I'm Gonna Be Alright                     | 2002.  | Дејв Мејерс         |
| Alive                                    | 2002.  | Џим Гејбл           |
| Jenny from the block                     | 2002.  | Францис Лавренс     |
| All i have                               | 2002.  | Дејв Мејерс         |
| I'm glad                                 | 2003.  | Дејвид ЛаЧапел      |
| Baby I Love You                          | 2003.  | Мејерт Авис         |
| Get Right                                | 2004.  | Францис Лавренс     |
| Hold You Down                            | 2005.  | Дајан Мартел        |
| Control Myself                           | 2006.  | Хјуп Вилијамс       |
| Qué Hiciste                              | 2007.  | Мајкл Хаусман       |
| Me Haces Falta                           | 2007.  | Sanji               |
| Do It Well                               | 2007.  | Дејвид ЛаЧапел      |
| Brave                                    | 2007.  | Мајкл Хаусман       |
| Hold It Don't Drop It                    | 2007.  | Мелина Метсоукас    |
| Fresh Out the Oven                       | 2009.  | Џонас Акерлунд      |
| Good Hit                                 | 2011.  | Алекс Морс          |
| On the Floor                             | 2011.  | TAJ Stansberry      |
| I'm Into You                             | 2011.  | Мелина Метсоукас    |
| Papi                                     | 2011.  | Пол Хунтер          |
| Dance Again                              | 2012.  | Пол Хунтер          |
| Sweet Spot                               | 2012.  |                     |
| Follow the Leader                        | 2012.  | Џеси Тереро         |
| Goin' In                                 | 2012.  | Ејс Нортон          |
| Live It Up                               | 2013.  | Џеси Тереро         |
| Same Girl                                | 2014.  | Gomillion & Leupold |
| Adrenalina                               | 2014.  | Џеси Тереро         |
| I Luh Ya Papi                            | 2014.  | Џеси Тереро         |
| We Are One (Ole Ola)                     | 2014.  | Бен Мур             |
| First Love                               | 2014.  | Антони Мандлер      |
| Booty                                    | 2014.  | Хјуп Вилијамс       |
| Stressin                                 | 2014.  | Еиф Ривера          |
| Feel the Light                           | 2015.  | Хјуп Вилијамс       |
| Back It Up                               | 2015.  | Колин Тили          |
| Ain't Your Mama                          | 2016.  | Камерон Дуди        |
| Ni Tú Ni Yo                              | 2017.  | Емил Нава           |
| Amor Amor Amor                           | 2017.  | Џеси Тереро         |
| Se Acabó el Amor                         | 2018.  | Даниел Дјуран       |
| El Anillo                                | 2018.  | Сантијаго Салвиче   |
| Dinero                                   | 2018.  | Џозеф Кан           |
| Te Guste                                 | 2018.  | Мајк Хо             |
| Limitless                                | 2018.  | Џенифер Лопез       |
| Medicine                                 | 2019.  | Џора Францис        |
| Pa Ti                                    | 2020.  | Џеси Тереро         |
| Lonely                                   | 2020.  | Џеси Тереро         |
| It's The Most Wonderful Time of the Year | 2020.  | Сантијаго Салвиче   |
| In the Morning                           | 2021.  | Џора Францис        |
| Cambia El Paso                           | 2021.  | Џеси Тереро         |
| On My Way                                | 2021.  | Сантијаго Салвиче   |
| On My Way (TELYKast Remix)               | 2022.  | kennygfilms         |
| Marry Me                                 | 2022.  | Сантијаго Салвиче   |
| Can't Get Enough                         | 2024.  | Дејв Мејерс         |
| Can't Get Enough (Remix)                 | 2024.  | Тану Муино          |
| This Is Me...Now                         | 2024.  | Дејв Мејерс         |
| To Be Yours                              | 2024.  | Дејв Мејерс         |
| Mad In Love                              | 2024.  | Дејв Мејерс         |
| Not.Going.Anywhere.                      | 2024.  | Дејв Мејерс         |
| Rebound                                  | 2024.  | Дејв Мејерс         |
| Dear Ben,Pt.II                           | 2024.  | Дејв Мејерс         |
| Hummingbird                              | 2024.  | Дејв Мејерс         |
| Hearts and Flowers                       | 2024.  | Дејв Мејерс         |
| Broken Like Me                           | 2024.  | Дејв Мејерс         |
| This Time Around                         | 2024.  | Дејв Мејерс         |
| Midnight Trip To Vegas                   | 2024.  | Дејв Мејерс         |
| Greatest Love Story Never Told           | 2024.  | Дејв Мејерс         |

## Дискографија
- (1999)
- (2001)
- (2002)
- (2005)
- (2007)
- (2007)
- (2011)
- (2014)
- (2024)